# Anthony Durnford
Anthony William Durnford (Manorhamilton, 24 maggio 1830 – Isandlwana, 22 gennaio 1879) è stato un militare britannico.

## Biografia
Anthony William Durnford nacque in una famiglia di militari a  Manor Hamilton nella regione irlandese di Leitrim. Suo padre era il generale Elias Walker Durnford. Anche il fratello minore Edward servì l'esercito britannico, in qualità di tenente colonnello, nei Royal Marines. Anthony venne mandato a compiere gli studi a Düsseldorf, in Germania.
Al suo ritorno in Gran Bretagna entrò nell'Accademia Militare di Woolwich e venne promosso al grado di sottotenente nel 1848. Tra il 1851 e 1856 fu di stanza in Sri Lanka dove si distinse nel 1853 nella difesa del porto della città di Trincomalee. Successivamente si offrì di partire come volontario per la Guerra di Crimea, ma la sua richiesta non venne accettata. Nel 1856 venne trasferito a Malta dove rimase sino al febbraio 1858, quando tornò a Chatham e a Aldershot. Tra il 1861 e il 1864 Durnford venne messo al comando della compagnia N. 27 a Gibilterra. Nel 1864, promosso capitano tornò in Gran Bretagna al fine di essere trasferito in Cina, ma durante il trasferimento venne ferito. Dopo il ricovero, Durnford trascorse i sei anni successivi a Devenport e a Dublino. Nel 1871 gli venne proposto il trasferimento in Sudafrica.

### In Sud Africa
Il 23 gennaio 1872 arrivò a Città del Capo e per circa sedici mesi presterà servizio per lo più a King William's Town. Il 5 giugno dello stesso anno venne promosso al grado di maggiore. Poi venne mandato di stanza a Pietermaritzburg dove fece la conoscenza dell'ecclesiastico John Colenso.
Ben presto si segnalò come uno tra gli ufficiali più competenti, nonché tra i più caparbi, e gli venne assegnato il comando della colonna N. 2, appartenente all'armata di Lord Chelmsford. Il 20 gennaio gli venne ordinato di raggiungere Rorke's Drift e in tarda mattinata del 22 raggiunse Isandlwana. Lì si unì al corpo del tenente colonnello Henry Burmester Pulleine, il quale aveva la sovrintendenza del campo. Ma 20.000 guerrieri zulu li colsero alla sprovvista e gli inglesi subirono una tra le sconfitte più clamorose durante la Guerra anglo-zulu. Durnford fece la stessa fine dei suoi uomini, aveva 48 anni. In seguito venne criticato per aver tenuto fuori dal campo i suoi militari, indebolendo così la difesa. inizialmente il suo corpo venne sotterrato sul campo di battaglia, ma poi, grazie all'intervento di Colenso, il 12 ottobre 1879 gli vennero tributati gli onori funebri e venne seppellito nel cimitero di Fort Napier.

## Cultura di massa
Nel film del 1979 Zulu Dawn, che descriveva proprio la battaglia di Isandlwana, è interpretato da Burt Lancaster.